# فيرينك مساروس (لاعب كرة قدم)
فيرينك مساروس (بالمجرية: Mészáros Ferenc)‏ هو مدرب كرة قدم ولاعب كرة قدم مجري في مركز الهجوم، ولد في 6 يوليو 1963 في سكسارد في المجر. شارك مع منتخب المجر لكرة القدم. أما مع النوادي، فقد لعب مع لوكيرين أوست فلانديرين.

## وصلات خارجية
- فيرينك مساروس على موقع الاتحاد الأوربي (الإنجليزية)
- فيرينك مساروس على موقع قاعدة بيانات كرة القدم.إي يو (الإنجليزية)
- فيرينك مساروس على موقع ناشيونال فوتبول تيمز (الإنجليزية)